# Codici ICAO C

## C - Canada
- CUAP Aeroporto civile, Active Pass
- CUHA (Codice IATA = YQC) Aeroporto civile, Quaqtaq Airport
- CUQC Aeroporto civile, Stirling
- CUUP Aeroporto civile, Ottawa Uplands Air Base
- CWAC Meteorological Aeronautical Presentation System, Nitinat Lake
- CWAD Aeroporto Light House, Cape Mudge
- CWAE (Codice IATA = YWS) Aeroporto civile, Whistler
- CWAF Meteorological Aeronautical Presentation System, Ile Rouge
- CWAG Aeroporto civile, La Scie (Terranova e Labrador)
- CWAH Aeroporto civile, Amherst (Nuova Scozia)
- CWAJ Meteorological Aeronautical Presentation System, Erieau
- CWAN Aeroporto civile, Amphitrite Point
- CWAQ Aeroporto civile, Coronach (SPC)
- CWAR Aeroporto civile, Argentia (Terranova e Labrador)
- CWAS Aeroporto civile, Pam Rocks
- CWAU Aeroporto Light House, Dryad Point
- CWAV Aeroporto civile, Sundre
- CWAX Aeroporto civile, Saint Anthony (Terranova e Labrador)
- CWBA (Codice IATA = YBA) Aeroporto civile, Banff (Canada)
- CWBE Meteorological Aeronautical Presentation System, Killarney
- CWBF Automated Reporting Station, Burgeo/Battle Harbour
- CWBG Aeroporto civile, Big Creek
- CWBI Aeroporto civile, Britt (Ontario)
- CWBJ Aeroporto civile, Inner Whalebacks
- CWBK Meteorological Aeronautical Presentation System, Caribou Point
- CWBL Automated Reporting Station, Bachelors Island
- CWBM Aeroporto civile, Beaverlodge
- CWBO Automatic Weather Reporting System, Brooks (Alberta)
- CWBR Aeroporto civile, B, R
- CWBT Aeroporto civile, Longue Point de Mongue
- CWBV Aeroporto civile, Beaven Island (Nuova Scozia)
- CWBY/CYPN (Codice IATA = YPN) Aeroporto civile, Port Menier (Québec)
- CWBZ Aeroporto civile, Saint Anicet
- CWCA (Codice IATA = YRF) Aeroporto civile, Cartwright (Terranova e Labrador)
- CWCB Aeroporto civile, Nanakwa Shoals
- CWCD Aeroporto civile, Saskatoon Kernen (Saskatchewan)
- CWCH (Codice IATA = YIB) Automated Reporting Station, Atikokan (Ontario)
- CWCI (Codice IATA = YCI) Aeroporto civile, Caribou Island (Ontario)
- CWCJ Aeroporto civile, Pukaskwa
- CWCL Aeroporto civile, Clinton (Columbia Britannica)
- CWCM Aeroporto civile, Carberry (MCDC)
- CWCN Automatic Weather Reporting System, Malloch Dome
- CWCO Automatic Weather Reporting System, Collingwood
- CWCQ Automatic Weather Reporting System, Chatham-Kent
- CWCS Aeroporto civile, Cote-Ste-Cath Mot
- CWCT Automated Reporting Station, Coronation
- CWCU Aeroporto civile, Barrie
- CWCX Automated Reporting Station, Clut Lake
- CWDA Meteorological Aeronautical Presentation System, Englee
- CWDB Automatic Weather Reporting System, Burwash
- CWDC (Codice IATA = YBE) Aeroporto civile, Uranium City (Saskatchewan)
- CWDE Aeroporto civile, Lac Benoit
- CWDF Aeroporto civile, Oliphant (Ontario)
- CWDH Aeroporto civile, Daniel's Harbour (Terranova e Labrador)
- CWDI Aeroporto civile, Badger (Terranova e Labrador)
- CWDJ Aeroporto civile, Regina University
- CWDK Automatic Weather Reporting System, Claresholm
- CWDL (Codice IATA = YDL) Aeroporto civile, Dease Lake (Columbia Britannica)
- CWDM (Codice IATA = YHR) Aeroporto civile, Chevery (Québec)
- CWDN Automatic Weather Reporting System, Wasaga Beach
- CWDO Meteorological Aeronautical Presentation System, Twillingate
- CWDP Automated Reporting Station, Manouane-Est
- CWDQ (Codice IATA = YLQ) Aeroporto civile, La Tuque (Québec)
- CWDS Aeroporto civile, Saint Lawrence (Terranova e Labrador)
- CWDT Aeroporto civile, Chute Des Passes
- CWDU Aeroporto civile, Cop Upper
- CWDV Aeroporto civile, Upsala (Ontario)
- CWDZ Aeroporto civile, Drumheller East
- CWEA Automatic Weather Reporting System, Pinawa
- CWEB (Codice IATA = YEP) Aeroporto civile, Estevan Point (Columbia Britannica)
- CWEC Aeroporto civile, Welcome Island
- CWEE Automatic Weather Reporting System, Chamouchouane
- CWEF Meteorological Aeronautical Presentation System, Saint Paul Island
- CWEG Aeroporto civile, Alberta Weather Centre (Alberta)
- CWEH Aeroporto civile, Eastend Cypress (Saskatchewan)
- CWEI Aeroporto civile, Melita (Manitoba)
- CWEJ Aeroporto civile, Bow Drill Iii
- CWEK Meteorological Aeronautical Presentation System, Grey Islet
- CWEL Automatic Weather Reporting System, Entrance Island
- CWEO Aeroporto civile, Lac Eon (Québec)
- CWEP Aeroporto civile, East Point (Isola del Principe Edoardo)
- CWEQ (Codice IATA = YSE) Aeroporto civile, Swan River (Manitoba)
- CWER Automated Reporting Station, Ile D'orleans
- CWET Meteorological Aeronautical Presentation System, Egbert
- CWEU Aeroporto civile, Eureka (Territori del Nord-Ovest)
- CWEV Automated Reporting Station, Ellice River
- CWEW Aeroporto civile, L'assomption
- CWEZ Meteorological Aeronautical Presentation System, Saturna Island
- CWFD (Codice IATA = YVN) Aeroporto civile, Cape Dyer (Territori del Nord-Ovest)
- CWFE Aeroporto civile, Elk Island National Park
- CWFF Automatic Weather Reporting System, Melfort
- CWFG Meteorological Aeronautical Presentation System, Sartine Island
- CWFH Aeroporto civile, Saint Shotts
- CWFJ Automated Reporting Station, Cardston
- CWFL (Codice IATA = YFL) Aeroporto civile, Fort Reliance
- CWFM Lighthouse, Chatham Point
- CWFN Meteorological Aeronautical Presentation System, Cree Lake
- CWFP Aeroporto civile, Nain
- CWFQ Aeroporto civile, Frelighsburg
- CWFR Aeroporto civile, Horsefly River (Columbia Britannica)
- CWFU Aeroporto civile, Little Macatina
- CWFW Aeroporto civile, Baie Comeau
- CWFX (Codice IATA = YCK) Aeroporto civile, Colville Lake (Territori del Nord-Ovest)
- CWFY Aeroporto civile, Conne River
- CWFZ Aeroporto civile, Fort Reliance (Territori del Nord-Ovest)
- CWGB Automatic Weather Reporting System, Ballenas Island
- CWGD Automatic Weather Reporting System, Goderich
- CWGF Automatic Weather Reporting System, Garden River
- CWGH Aeroporto civile, Grenadier Island
- CWGJ Radar Site, Montreal River
- CWGL Aeroporto civile, Lagoon City
- CWGM Aeroporto civile, Waterton Park Gate
- CWGN Aeroporto civile, Gretna (Manitoba)
- CWGP Automatic Weather Reporting System, Pemberton (Columbia Britannica)
- CWGQ Aeroporto civile, Roquemaure
- CWGR Aeroporto civile, Iles-de-la-Madelein
- CWGT Automatic Weather Reporting System, Sisters Island
- CWGV Radar Site, Carp
- CWGY Aeroporto civile, Esther
- CWGZ (Codice IATA = YGZ) Aeroporto Grise Fiord Airport, Grise Fiord (Territori del Nord-Ovest)
- CWHA Aeroporto civile, Highvale
- CWHC Automatic Weather Reporting System, Vancouver
- CWHE Aeroporto civile, Ellerslie
- CWHH Aeroporto civile, Hunters Point Mar
- CWHI Aeroporto civile, Three Hills
- CWHJ Aeroporto civile, Holberg (Columbia Britannica)
- CWHL Automatic Weather Reporting System, Holland Rock
- CWHM Aeroporto civile, Varennes
- CWHN Aeroporto civile, Jimmy Lake
- CWHO (Codice IATA = YHO) Meteorological Aeronautical Presentation System, Hopedale (Terranova e Labrador)
- CWHP Meteorological Aeronautical Presentation System, Heath Point
- CWHS Aeroporto civile, Bernard Harbour
- CWHT (Codice IATA = YHT) Aeroporto civile, Haines Junction
- CWHU Aeroporto civile, Star Brook
- CWHV Aeroporto civile, Beauceville
- CWHW Aeroporto civile, Comfort Cove (Terranova e Labrador)
- CWHY Aeroporto civile, Mont-Orford
- CWIC (Codice IATA = YIC) Meteorological Aeronautical Presentation System, Isachsen
- CWID Aeroporto civile, Fort Providence
- CWIE Aeroporto civile, Indian River
- CWIF Aeroporto Light Station, Quatsino
- CWII Aeroporto civile, Victoria Beach
- CWIJ Aeroporto civile, Lupin (Territori del Nord-Ovest)
- CWIK (Codice IATA = YDR) Aeroporto civile, Broadview (Saskatchewan)
- CWIM Radar Site, Upsala
- CWIO Aeroporto civile, Iskut River
- CWIQ Aeroporto civile, Primrose Lake
- CWIR Aeroporto civile, Victoria Marine
- CWIT Automated Reporting Station, Saint Clothilde
- CWIW Automated Reporting Station, Watrous East
- CWIX Automated Reporting Station, Mistook
- CWIY Aeroporto civile, Saint Leonard (Nuovo Brunswick)
- CWIZ Aeroporto civile, L'acadie
- CWJA (Codice IATA = YJA) Aeroporto civile, Jasper
- CWJC (Codice IATA = YEI) Meteorological Aeronautical Presentation System, Ennadai Lake
- CWJD Aeroporto civile, Grand Rapids (Manitoba)
- CWJH Automatic Weather Reporting System, Southend
- CWJI Automated Reporting Station, Assiniboia Airport
- CWJM Aeroporto civile, Upper Rideau Lake
- CWJN Automatic Weather Reporting System, Herschel Island
- CWJO (Codice IATA = XJQ) Automated Reporting Station, Jonquiere (Québec)
- CWJP Aeroporto civile, Porter Lake
- CWJR Automatic Weather Reporting System, Creston (Columbia Britannica)
- CWJT Automatic Weather Reporting System, Saint Jovite
- CWJU (Codice IATA = YLA) Aeroporto civile, Langara (Columbia Britannica)
- CWJW Automated Reporting Station, Jasper Warden
- CWJX Automatic Weather Reporting System, Leader Airport
- CWJY Meteorological Aeronautical Presentation System, Yathkyed Lake
- CWJZ Meteorological Aeronautical Presentation System, Dubawnt Lake
- CWKD Automated Reporting Station, Bonnard
- CWKE Aeroporto civile, Pelly Bay
- CWKH Automatic Weather Reporting System, Malahat
- CWKI Aeroporto civile, Kitimat
- CWKK Aeroporto civile, Katatota Island
- CWKO Aeroporto civile, Rockglen (Saskatchewan)
- CWKR Radar Site, King
- CWKU Automated Reporting Station, Whiskey
- CWKV Aeroporto civile, Hope Slide
- CWKW Aeroporto civile, Cape Kakkiviak
- CWKX Coastal Station, Dease Lake (Columbia Britannica)
- CWLB Aeroporto civile, Lac La Biche (Alberta)
- CWLE Automatic Weather Reporting System, Lucky Lake
- CWLF (Codice IATA = YLH) Aeroporto civile, Lansdowne House (Ontario)
- CWLG Aeroporto civile, Little Chicago
- CWLI Aeroporto civile, Liverpool Bay
- CWLM Automatic Weather Reporting System, Victoria
- CWLO Aeroporto civile, Shilo
- CWLP Meteorological Aeronautical Presentation System, Herbert Island
- CWLQ Aeroporto civile, Nipissing (Ontario)
- CWLS Aeroporto civile, Mount Forest (Ontario)
- CWLT (Codice IATA = YAL) Aeroporto civile, Alert (Territori del Nord-Ovest)
- CWLV Automated Reporting Station, Waskesiu Lake
- CWLX Aeroporto civile, Longstaff Bluff (Territori del Nord-Ovest)
- CWLY Aeroporto civile, Lytton (Columbia Britannica)
- CWLZ Aeroporto civile, Candle Lake
- CWMA/CZMT (Codice IATA = ZMT) Aeroporto civile, Masset (Columbia Britannica)
- CWMD Aeroporto civile, Mould Bay Camp
- CWME Meteorological Aeronautical Presentation System, Cathedral Point
- CWMH Aeroporto civile, Mary's Harbour (Terranova e Labrador)
- CWMI Aeroporto civile, Miscou Island (Nuovo Brunswick)
- CWMJ Aeroporto civile, Maniwaki
- CWMK Aeroporto civile, Simcoe (Ontario)
- CWMM Automatic Weather Reporting System, P. Meadows Coastal Station
- CWMN Radar Site, Mcgill/Mount Forest (Ontario)
- CWMP Aeroporto civile, Powder Lake
- CWMQ Automatic Weather Reporting System, Maplecreek
- CWMR Aeroporto civile, Merry Island
- CWMS Aeroporto civile, Mcinnes Island (Columbia Britannica)
- CWMT (Codice IATA = YLE) Aeroporto civile, Lac La Martre (Territori del Nord-Ovest)
- CWMV Aeroporto civile, Saint Charles Creek
- CWMW Aeroporto civile, Maniwaki (Québec)
- CWMX Aeroporto civile, Mildred Lake
- CWMZ Meteorological Aeronautical Presentation System, Western Island
- CWNB Meteorological Aeronautical Presentation System, S. E. Shoal
- CWNC (Codice IATA = XGJ) Aeroporto civile, Cobourg (Ontario)
- CWND Automatic Weather Reporting System, Pelly Island
- CWNH (Codice IATA = YRI) Aeroporto civile, Riviere Du Loup (Québec)
- CWNI Aeroporto civile, Nipterk Base
- CWNK Aeroporto civile, Carman U Of M
- CWNL Aeroporto civile, Great Duck Island
- CWNM Automatic Weather Reporting System, Nelson (Columbia Britannica)
- CWNO Automatic Weather Reporting System, Satah River
- CWNP Automatic Weather Reporting System, Nakusp
- CWNQ Automatic Weather Reporting System, Nicolet
- CWNR Aeroporto civile, Nakiska Ridgetop
- CWNT Aeroporto civile, Turtle Mountain
- CWNW Automatic Weather Reporting System, Haldane River
- CWNX Aeroporto civile, Nechako River
- CWNZ Aeroporto civile, Nagagami (Ontario)
- CWOA Aeroporto civile, Camsell River (Territori del Nord-Ovest)
- CWOB Aeroporto civile, Brevoort Island
- CWOC Aeroporto civile, New Carlisle (Québec)
- CWOD Aeroporto civile, Normandin
- CWOE Automatic Weather Reporting System, Onefour
- CWOH Aeroporto civile, Ste Agathe Des Mont (Québec)
- CWOI Automatic Weather Reporting System, Ivvavik Park
- CWOK Marine Aviation Reporting Station, Elbow
- CWOL Aeroporto civile, Sable Island (Manitoba)
- CWON Automatic Weather Reporting System, Dawson
- CWOU Aeroporto civile, Primrose Lake
- CWOY Marine Aviation Reporting Station, Wynyard
- CWPA Automatic Weather Reporting System, Henderickson
- CWPB Automated Reporting Station, Beausoleil Island
- CWPC Automated Reporting Station, Port Colborne/Pincher Creek Airport (Alberta)
- CWPD Aeroporto civile, Parc Des Laurentid
- CWPH Aeroporto civile, Inukjuak (Québec)
- CWPI Meteorological Aeronautical Presentation System, Pine Island
- CWPJ Meteorological Aeronautical Presentation System, Point Escuminac
- CWPK/CYPP Aeroporto civile, Parent (Québec)
- CWPL Aeroporto civile, Pickle Lake (Ontario)
- CWPO Aeroporto civile, Pilot Mound (Manitoba)
- CWPQ Aeroporto civile, Montreal-Est
- CWPR Automatic Weather Reporting System, Princeton
- CWPS Meteorological Aeronautical Presentation System, Long Point
- CWPU/CYPU Aeroporto civile, Puntzi Mountain (Columbia Britannica)
- CWPY/CYPY (Codice IATA = YPY) Automated Reporting Station, Fort Chipewyan (Alberta)
- CWQC (Codice IATA = YPB) Aeroporto civile, Port Alberni (Columbia Britannica)
- CWQE Aeroporto civile, Toronto Headland
- CWQF Automated Reporting Station, Rabbit Kettle
- CWQG Aeroporto civile, Valcartier
- CWQH Aeroporto civile, Lennoxville
- CWQJ Aeroporto civile, Sedco
- CWQK Automatic Weather Reporting System, Race Rocks
- CWQL/CYQL (Codice IATA = YQL) Automated Reporting Station, Lethbridge (Alberta)
- CWQM Aeroporto civile, Cap Rouge
- CWQO Aeroporto civile, Ile Bicquette
- CWQP Aeroporto civile, Point Petre (Ontario)
- CWQQ Aeroporto civile, Lacombe Cda
- CWQR Aeroporto civile, Ice Auxiliary Perroquets
- CWQS Aeroporto civile, Kindakun Rocks (Columbia Britannica)
- CWQV Aeroporto civile, Puinte Claveau
- CWQW Aeroporto civile, Cape Whittle
- CWQY Automated Reporting Station, Hanbury River
- CWQZ/CYQZ (Codice IATA = YQZ) Automatic Weather Reporting System, Quesnel (Columbia Britannica)
- CWRA Aeroporto civile, Cape Race (Terranova e Labrador)
- CWRD Aeroporto civile, Red Earth
- CWRF/CYUF (Codice IATA = YUF) Dewline Site Airport, Pelly Bay (Territori del Nord-Ovest)
- CWRJ Aeroporto civile, Rosetown East (Saskatchewan)
- CWRK Automatic Weather Reporting System, Bancroft
- CWRM Marine Aviation Reporting Station, Rocky House
- CWRN Meteorological Aeronautical Presentation System, Hart Island
- CWRO Meteorological Aeronautical Presentation System, Rose Spit
- CWRP Aeroporto civile, Nicholson Peninsul
- CWRQ/CYRQ Aeroporto civile, Trois Rivieres
- CWRT Aeroporto civile, Crowsnest
- CWRU Meteorological Aeronautical Presentation System, Solander Island
- CWRV Aeroporto civile, Camrose
- CWRW Meteorological Aeronautical Presentation System, Fourchu Head
- CWRY Aeroporto civile, Milk River
- CWRZ Meteorological Aeronautical Presentation System, Cap D'espoir
- CWSA/CYSA (Codice IATA = YSA) Aeroporto civile, Sable Island (Nuova Scozia)
- CWSD Automatic Weather Reporting System, Summerside
- CWSE Aeroporto civile, Edmonton Stony Plain (Alberta)
- CWSF Meteorological Aeronautical Presentation System, Cap Madeleine
- CWSG Meteorological Aeronautical Presentation System, Cap Chat
- CWSH Aeroporto civile, Sousa Crk Avt
- CWSI Aeroporto civile, Simcoe (Ontario)
- CWSK Aeroporto civile, Squamish Airport (Columbia Britannica)
- CWSL (Codice IATA = YSN) Aeroporto civile, Salmon Arm (Columbia Britannica)
- CWSO Radar Site, Exeter
- CWSP Automatic Weather Reporting System, Sheringham
- CWSQ Aeroporto civile, Aulvik National Park
- CWSR Aeroporto civile, Spiritwood West (Saskatchewan)
- CWSS Aeroporto civile, Saint Stephen (Nuovo Brunswick)
- CWST Aeroporto civile, La Pocatiere
- CWSV Marine Aviation Reporting Station, Blue River (Columbia Britannica)
- CWSW/CYSW Automatic Weather Reporting System, Sparwood/Elk Valley
- CWSY/CYSY (Codice IATA = YSY) Aeroporto civile, Sachs Harbour (Territori del Nord-Ovest)
- CWSZ Marine Aviation Reporting Station, Fisher Branch
- CWTA Automated Reporting Station, Mc Tavish
- CWTB Aeroporto civile, Border (Québec)
- CWTC/CYTC Aeroporto civile, Ethelda Bay (Columbia Britannica)
- CWTD Automated Reporting Station, Robertson Lake
- CWTE Aeroporto civile, Trout Lake
- CWTF Aeroporto civile, Beartooth Island
- CWTG Aeroporto civile, Pointe Des Monts
- CWTN Aeroporto civile, Cap Tourmente
- CWTO Aeroporto civile, Toronto Aes Hq
- CWTY Aeroporto civile, Trois Rivieres
- CWTZ/CYTZ (Codice IATA = YTZ) Aeroporto CITY CENTER/Airport Automated Reporting Station, Toronto Island (Ontario)
- CWUL Aeroporto civile, Quebec Fcst Office
- CWUM Aeroporto civile, Faro (Yukon)
- CWUP Aeroporto civile, Cape Hooper (Territori del Nord-Ovest)
- CWUR Aeroporto civile, Truro (Nuova Scozia)
- CWUS Automatic Weather Reporting System, Summerland
- CWUT Automated Reporting Station, Shoal Lake Airport
- CWUU Aeroporto civile, Mackar Inlet
- CWUW/CYUW (Codice IATA = YUW) Aeroporto civile, Dewar Lakes (Territori del Nord-Ovest)
- CWUY/CYUY (Codice IATA = YUY) Aeroporto di Rouyn-Noranda, Rouyn-Noranda (Québec)
- CWVA Aeroporto civile, Bonavista (Terranova e Labrador)
- CWVC Automatic Weather Reporting System, Swift Current
- CWVD Aeroporto civile, Broughton Island
- CWVE Aeroporto civile, Valleyfield
- CWVI Automatic Weather Reporting System, Vegreville
- CWVK/CYVK (Codice IATA = YVE) Aeroporto civile, Vernon (Canada)
- CWVN Aeroporto civile, Val Marie Southeast (Saskatchewan)
- CWVO Aeroporto civile, Vauxhall Cda
- CWVP Aeroporto civile, Cypress Hills Park
- CWVQ Aeroporto civile, Ste Anne de Bell
- CWVT Aeroporto civile, Buffalo Narrows (Saskatchewan)
- CWVT/CYVT (Codice IATA = YVT) Aeroporto civile, Buffalo Narrows (Saskatchewan)
- CWVV Automatic Weather Reporting System, Vic. Hartland
- CWVY Radar Site, Villeroy
- CWWA Automatic Weather Reporting System, W Vancouver
- CWWB Aeroporto civile, Burlington Piers
- CWWC (Codice IATA = YKC) Automatic Weather Reporting System, Collins Bay
- CWWE Aeroporto civile, Western Head (Nuova Scozia)
- CWWF Automatic Weather Reporting System, Weyburn
- CWWK Automatic Weather Reporting System, White Rock (Canada)
- CWWL Meteorological Aeronautical Presentation System, Bonilla Island
- CWWM Automatic Weather Reporting System, Grant
- CWWN/CYPO (Codice IATA = YPO) Aeroporto civile, Peawanuck (Ontario)
- CWWO Aeroporto civile, Willow Creek
- CWWP Aeroporto civile, Wasagaming (Manitoba)
- CWWS Meteorological Aeronautical Presentation System, George Island
- CWWU Aeroporto civile, Ingenika Point
- CWWV Meteorological Aeronautical Presentation System, Killinek
- CWWX Meteorological Aeronautical Presentation System, Cove Island
- CWWZ Aeroporto civile, Port Weller (Ontario)
- CWXA Aeroporto civile, Bow Valley
- CWXI Meteorological Aeronautical Presentation System, Ferolle Point
- CWXJ Automatic Weather Reporting System, Bull Arm
- CWXL Aeroporto civile, Bow Island
- CWXM Meteorological Aeronautical Presentation System, Helmcken Island
- CWXO Aeroporto civile, Rowan Gorilla Iii
- CWXP/CYXP (Codice IATA = YXP) Aeroporto civile, Pangnirtung (Territori del Nord-Ovest)
- CWXV Meteorological Aeronautical Presentation System, Back River
- CWXW Meteorological Aeronautical Presentation System, Alexis River
- CWYB Aeroporto Weather Office, N. Bay
- CWYE Aeroporto civile, Outlook Pfra
- CWYG (Codice IATA = YHG) Aeroporto civile, Charlottetown (Terranova e Labrador)
- CWYJ Aeroporto civile, Victoria University
- CWYL Automatic Weather Reporting System, Yoho Park
- CWYM Aeroporto civile, Cape Mercy
- CWYO/CYYO Aeroporto Wynyard, Wynyard Airport (Saskatchewan)
- CWYY Automatic Weather Reporting System, Osoyoos
- CWZA Automated Reporting Station, Agassiz
- CWZB Aeroporto civile, Port-aux-Basques (Terranova e Labrador)
- CWZD Meteorological Aeronautical Presentation System, Scudder Point
- CWZG Marine Aviation Reporting Station, Banff
- CWZL Meteorological Aeronautical Presentation System, Cumshewa Island
- CWZN Meteorological Aeronautical Presentation System, Sagona Island
- CWZT Coastal Station, Dauphin
- CWZV Aeroporto civile, Virginia Falls
- CWZW/CYZW (Codice IATA = YZW) Marine Aviation Reporting Station, Teslin (Yukon)
- CWZZ Aeroporto civile, Saglek Bay
- CYAB (Codice IATA = YAB) Aeroporto civile, Arctic Bay (Territori del Nord-Ovest)
- CYAC Aeroporto civile, Cat Lake
- CYAD (Codice IATA = YAD) Supplementary Aviation Weather Reporting Station, La Grande
- CYAG Aeroporto civile, Fort Frances Muni
- CYAH (Codice IATA = YAH) Aeroporto civile, La Grande Iv (Québec)
- CYAJ Aeroporto Komakuk Beach Airport, Komakuk Beach (Yukon)
- CYAL (Codice IATA = YAL) Aeroporto civile, Alert Bay Airport (Columbia Britannica)
- CYAM (Codice IATA = YAM) Aeroporto civile, Sault Sainte Marie (Ontario)
- CYAQ Aeroporto civile, Kasabonika
- CYAS (Codice IATA = YKG) Supplementary Aviation Weather Reporting Station, Kangirsuk (Québec)
- CYAT Aeroporto civile, Attawapiskat
- CYAU Aeroporto civile, Liverpool
- CYAV Aeroporto civile, Winnipeg St Andrews (Manitoba)
- CYAW (Codice IATA = YSX) Aeroporto Sherwater Military, Halifax Shearwater (Nuova Scozia)
- CYAW (Codice IATA = YAW) Aeroporto civile, Halifax Shearwater (Nuova Scozia)
- CYAX Aeroporto civile, Lac Du Bonnet
- CYAY (Codice IATA = YAY) Aeroporto Saint Anthony, Saint Anthony (Terranova e Labrador)
- CYAZ (Codice IATA = YAZ) Aeroporto Tofino, Tofino/Tokachi (Columbia Britannica)
- CYBA Aeroporto civile, Banff Airport
- CYBB (Codice IATA = YBB) Aeroporto Townsite, Pelly Bay (Territori del Nord-Ovest)
- CYBC (Codice IATA = YBC) Aeroporto civile, Baie Corneau/Baie-Comeau
- CYBD (Codice IATA = QBC) Aeroporto Bella Coola, Bella Coola (Columbia Britannica)
- CYBE Aeroporto civile, Uranium City
- CYBF Aeroporto civile, Bonnyville
- CYBG (Codice IATA = YBG) Aeroporto MIL. & CIVIL, Bagotville (Québec)
- CYBK (Codice IATA = YBK) Aeroporto civile, Baker Lake (Territori del Nord-Ovest)
- CYBL (Codice IATA = YBL) Aeroporto MUNICIPAL, Campbell River (Columbia Britannica)
- CYBN Aeroporto civile, Borden
- CYBP Aeroporto civile, Brooks (Alberta)
- CYBQ Aeroporto civile, Tadoule Lake
- CYBR (Codice IATA = YBR) Aeroporto civile, Brandon (Manitoba)
- CYBT (Codice IATA = YBT) Aeroporto Brochet, Brochet (Manitoba)
- CYBU Aeroporto civile, Nipawin (Saskatchewan)
- CYBV (Codice IATA = YBV) Aeroporto civile, Berens River (Manitoba)
- CYBW Aeroporto Springbank, Calgary
- CYBX (Codice IATA = YBX) Aeroporto civile, Lourdes Le Blanc Sablon (Québec)
- CYCA (Codice IATA = YRF) Aeroporto civile, Cartwright (Manitoba)
- CYCB (Codice IATA = YCB) Aeroporto civile, Cambridge Bay (Territori del Nord-Ovest)
- CYCC Aeroporto civile, Cornwall Regional
- CYCD (Codice IATA = YCD) Aeroporto CASSIDY, Nanaimo (Columbia Britannica)
- CYCE Aeroporto civile, Centralia Huron Air Park
- CYCG (Codice IATA = YCG) Aeroporto civile, Castlegar (Columbia Britannica)
- CYCH (Codice IATA = YCH) Aeroporto MIL. & CIVIL, Chatham (miramichi?) (Nuovo Brunswick)
- CYCL (Codice IATA = YCL) Aeroporto Charlo, Charlo (Nuovo Brunswick)
- CYCN Aeroporto civile, Cochrane
- CYCO (Codice IATA = YCO) Aeroporto civile, Coppermine (kugluktuk?) (Territori del Nord-Ovest)
- CYCP Aeroporto civile, Blue River (Columbia Britannica)
- CYCQ (Codice IATA = YCQ) Aeroporto civile, Chetwynd
- CYCR Aeroporto civile, Cross Lake Charlie Sinclair Memorial
- CYCS (Codice IATA = YCS) Aeroporto civile, Chesterfield Inlet (Territori del Nord-Ovest)
- CYCT Marine Aviation Reporting Station, Coronation (Alberta)
- CYCV (Codice IATA = YCV) Aeroporto civile, Montrealcartierville (Québec)
- CYCW (Codice IATA = YCW) Aeroporto Chilliwack, Chilliwack (Columbia Britannica)
- CYCX (Codice IATA = YCX) Aeroporto AB - Military Airport, Camp Gagetown (Nuovo Brunswick)
- CYCY (Codice IATA = YCY) Aeroporto civile, Clyde River (Territori del Nord-Ovest)
- CYCZ (Codice IATA = YCZ) Aeroporto civile, Fairmount Hot Springs (Columbia Britannica)
- CYDA (Codice IATA = YDA) Aeroporto civile, Dawson City (Yukon)
- CYDB (Codice IATA = YDB) Aeroporto Landing, Burwash (Yukon)
- CYDC Aeroporto civile, Princeton (Columbia Britannica)
- CYDF (Codice IATA = YDF) Aeroporto civile, Deer Lake (Terranova e Labrador)
- CYDG Aeroporto civile, Chutes de Passes
- CYDL (Codice IATA = YDL) Aeroporto civile, Dease Lake Airport (Columbia Britannica)
- CYDM (Codice IATA = XRR) Aeroporto civile, Ross River
- CYDN (Codice IATA = YDN) Aeroporto civile, Dauphin (Manitoba)
- CYDO Aeroporto civile, Dolbeau St Methode
- CYDP (Codice IATA = YDP) Aeroporto civile, Nain (Terranova e Labrador)
- CYDQ (Codice IATA = YDQ) Aeroporto civile, Dawson Creek (Columbia Britannica)
- CYDR Aeroporto civile, Broadview (Saskatchewan)
- CYEA Aeroporto civile, Empress
- CYED (Codice IATA = YED) Aeroporto NAMAO Military Field, Edmonton Namao (Alberta)
- CYEE Aeroporto civile, Midland Huronia
- CYEG (Codice IATA = YEG) Aeroporto Edmonton International, Edmonton (Alberta)
- CYEK (Codice IATA = YEK) Aeroporto Arviat, Eskimo Point (Territori del Nord-Ovest)
- CYEL (Codice IATA = YEL) Supplementary Aviation Weather Reporting Station, Elliot Lake Muni (Ontario)
- CYEM Aeroporto civile, Manitowaning Manitoulin East
- CYEN (Codice IATA = YEN) Aeroporto civile, Estevan (Saskatchewan)
- CYEP Aeroporto civile, Estevan Point (Columbia Britannica)
- CYER Aeroporto civile, Fort Severn
- CYET (Codice IATA = YET) Aeroporto civile, Edson (Alberta)
- CYEU (Codice IATA = YEU) Aeroporto civile, Eureka (Manitoba)
- CYEV (Codice IATA = YEV) Aeroporto di Inuvik, Inuvik
- CYEY Aeroporto civile, Amos Muni
- CYFA Aeroporto civile, Fort Albany
- CYFB (Codice IATA = YFB) Aeroporto civile, Iqaluit/Frobisher Bay (Territori del Nord-Ovest)
- CYFC (Codice IATA = YFC) Aeroporto MUNICIPAL, Fredericton (Nuovo Brunswick)
- CYFD Aeroporto civile, Brantford
- CYFE (Codice IATA = YFE) Aeroporto Forestville, Forestville (Québec)
- CYFH Aeroporto civile, Fort Hope
- CYFJ Aeroporto civile, La Macaza
- CYFL Aeroporto civile, Fort Reliance Water Aerodrome (Territori del Nord-Ovest)
- CYFO (Codice IATA = YFO) Aeroporto civile, Flin Flon (Manitoba)
- CYFR (Codice IATA = YFR) Aeroporto civile, Fort Resolution (Territori del Nord-Ovest)
- CYFS (Codice IATA = YFS) Aeroporto civile, Fort Simpson (Territori del Nord-Ovest)
- CYFT (Codice IATA = YMN) Aeroporto civile, Makkovik (Terranova e Labrador)
- CYGA (Codice IATA = YGA) Aeroporto civile, Gagnon (Québec)
- CYGB Aeroporto civile, Texada Gillies Bay
- CYGD Aeroporto civile, Goderich
- CYGE Aeroporto civile, Golden (Canada)
- CYGH (Codice IATA = YGH) Aeroporto civile, Fort Good Hope (Territori del Nord-Ovest)
- CYGK (Codice IATA = YGK) Aeroporto NORMAN ROGERS, Kingston (Ontario)
- CYGL (Codice IATA = YGL) Aeroporto civile, La Grande Riviere (Québec)
- CYGM (Codice IATA = YGM) Aeroporto Industrial Park, Gimli (Manitoba)
- CYGO Aeroporto civile, Gods Lake Narows
- CYGP (Codice IATA = YGP) Aeroporto civile, Gaspe (Québec)
- CYGQ (Codice IATA = YGQ) Aeroporto civile, Geraldton (Ontario)
- CYGR (Codice IATA = YGR) Aeroporto HOUSE HARBOUR, Iles de La Madeleine (Québec)
- CYGS Aeroporto civile, Germansen Landing
- CYGT (Codice IATA = YGT) Aeroporto civile, Igloolik (Territori del Nord-Ovest)
- CYGV (Codice IATA = YGV) Aeroporto civile, Havre Saint Pierre (Québec)
- CYGW (Codice IATA = YGW) Aeroporto civile, Kuujjuarapik (poste de La Baleine) (Québec)
- CYGX (Codice IATA = YGX) Aeroporto civile, Gillam (Manitoba)
- CYGY (Codice IATA = YGY) Aeroporto Water Aerodrome, Deception (Québec)
- CYGZ (Codice IATA = YGZ) Aeroporto civile, Grise Fiord Airport (Territori del Nord-Ovest)
- CYHA (Codice IATA = YQC) Aeroporto civile, Quaqtaq (Québec)*CYHB (Codice IATA = YHB) Aeroporto civile, Hudson Bay (Saskatchewan)
- CYHD (Codice IATA = YHD) Aeroporto Municipal, Dryden (Ontario)
- CYHE (Codice IATA = YHE) Aeroporto civile, Hope (Columbia Britannica)
- CYHF Aeroporto civile, Hearst Rene Fontaine Muni
- CYHH (Codice IATA = YNS) Supplementary Aviation Weather Reporting Station, Nemiscau (Québec)
- CYHI (Codice IATA = YHI) Aeroporto civile, Holman Island (Territori del Nord-Ovest)
- CYHK (Codice IATA = YHK) Aeroporto civile, Gjoa Haven (Territori del Nord-Ovest)
- CYHM (Codice IATA = YHM) Aeroporto CIVIC, Hamilton (Canada)
- CYHN Aeroporto civile, Hornepayne Muni
- CYHO (Codice IATA = YHO) Aeroporto Hopedale, Hopedale (Terranova e Labrador)
- CYHR Aeroporto civile, Chevery
- CYHT Aeroporto civile, Haines Junction
- CYHU (Codice IATA = YHU) Aeroporto Saint Hubert, Montreal (Québec)
- CYHY (Codice IATA = YHY) Aeroporto civile, Hay River (Territori del Nord-Ovest)
- CYHZ (Codice IATA = YHZ) Aeroporto Halifax International, Halifax
- CYIB (Codice IATA = YIB) Atikokan Municipal Airport, Atikokan (Ontario)
- CYID Aeroporto Aviation Weather Reporting Station, Digby
- CYIF Aeroporto civile, St Augustin
- CYIK (Codice IATA = YIK) Supplementary Aviation Weather Reporting Station, Ivujivik (Québec)
- CYIO (Codice IATA = YIO) Aeroporto civile, Pond Inlet (Territori del Nord-Ovest)
- CYIV (Codice IATA = YIV) Aeroporto civile, Island Lake/Garden Hill (Manitoba)
- CYJA Aeroporto Hinton, Jasper
- CYJF (Codice IATA = YJF) Aeroporto Fort Liard, Fort Liard
- CYJM Aeroporto civile, Fort St James Perison
- CYJN (Codice IATA = YJN) Aeroporto St. Jean, St. Jean (Québec)
- CYJP Aeroporto civile, Fort Providence
- CYJQ Aeroporto civile, Bella Bella Denny Island
- CYJT (Codice IATA = YJT) Aeroporto Stephenville, Stephenville (Terranova e Labrador)
- CYKA (Codice IATA = YKA) Aeroporto FULTON FIELD, Kamloops (Columbia Britannica)
- CYKC Aeroporto civile, Collins Bay
- CYKD (Codice IATA = LAK) Aeroporto Aklavik, Aklavik*CYKF Aeroporto Waterloo Guelph Regional, Waterloo Wellington/Kitchener Lake (Ontario)
- CYKG (Codice IATA = YWB) Supplementary Aviation Weather Reporting Station, Kangiqsujuaq Wakeham Bay (Québec)
- CYKJ (Codice IATA = YKJ) Aeroporto civile, Key Lake
- CYKL (Codice IATA = YKL) Aeroporto civile, Schefferville (Québec)
- CYKO (Codice IATA = AKV) Aeroporto civile, Akulivik (Québec)
- CYKQ (Codice IATA = YKQ) Aeroporto civile, Washganish (Québec)
- CYKX Aeroporto civile, Kirkland Lake
- CYKY (Codice IATA = YKY) Aeroporto civile, Kindersley (Saskatchewan)
- CYKZ (Codice IATA = YKZ) Aeroporto Downsview, Toronto Buttonville (Ontario)
- CYLA Aeroporto civile, Langara (Columbia Britannica)/Aupaluk (Columbia Britannica)
- CYLB Aeroporto civile, Lac La Bitche
- CYLC (Codice IATA = YLC) Aeroporto civile, Kimmirut A/Lake Harbour (Territori del Nord-Ovest)
- CYLD (Codice IATA = YLD) Supplementary Aviation Weather Reporting Station, Chapleau (Ontario)
- CYLH Aeroporto civile, Lansdowne House
- CYLJ (Codice IATA = YLJ) Aeroporto civile, Meadow Lake (Saskatchewan)
- CYLL (Codice IATA = YLL) Aeroporto civile, Lloydminster (Alberta)
- CYLO Aeroporto Flewen, Shilo (Manitoba)
- CYLP Aeroporto civile, Mingan
- CYLQ Aeroporto civile, La Turque
- CYLR Aeroporto civile, Leaf Rapids
- CYLT (Codice IATA = YLT) Aeroporto civile, Alert (Territori del Nord-Ovest)
- CYLU (Codice IATA = WGR) Aeroporto Georges River, Kangiqsualujjuaq (Québec)
- CYLW (Codice IATA = YLW) Aeroporto Internazionale di Kelowna, Columbia Britannica
- CYLY Aeroporto civile, Lytton Airport (Columbia Britannica)
- CYMA (Codice IATA = YMA) Aeroporto civile, Mayo (Yukon)
- CYMD (Codice IATA = YMD) Aeroporto civile, Mould Bay (Territori del Nord-Ovest)
- CYME Aeroporto civile, Matane
- CYMG Aeroporto civile, Manitouwadge
- CYMH (Codice IATA = YMH) Aeroporto civile, Mary's Harbour (Terranova e Labrador)
- CYMJ (Codice IATA = YMJ) Aeroporto MIL, Moose Jaw (Saskatchewan)
- CYML Aeroporto civile, Charlevoix
- CYMM (Codice IATA = YMM) Aeroporto MUNICIPAL, Fort Mcmurray (Alberta)
- CYMO (Codice IATA = YMO) Aeroporto civile, Moosonee (Ontario)
- CYMR Aeroporto civile, Merry Island (Columbia Britannica)
- CYMT (Codice IATA = YMT) Aeroporto Chapais, Chibougamau (Québec)
- CYMU (Codice IATA = YUD) Aeroporto civile, Umiujaq (Québec)
- CYMW Aeroporto civile, Maniwaki (Québec)
- CYMX (Codice IATA = YMX) Aeroporto Internazionale di Montréal-Mirabel, Québec
- CYMY Aeroporto civile, Ear Falls
- CYNA (Codice IATA = YNA) Aeroporto civile, Natashquan (Québec)
- CYNC Aeroporto civile, Wemindji
- CYND (Codice IATA = YND) Aeroporto civile, Ottawa Gatineau (Québec)
- CYNE (Codice IATA = YNE) Aeroporto civile, Norway House (Manitoba)
- CYNH Aeroporto civile, Hudson's Hope
- CYNI (Codice IATA = YNI) Aeroporto civile, Nitchequon (Québec)
- CYNJ Aeroporto civile, Township of Langley
- CYNL Aeroporto civile, Points North Landing
- CYNM (Codice IATA = YNM) Aeroporto civile, Matagami (Québec)
- CYNY Aeroporto civile, Enderby (Columbia Britannica)
- CYOA Aeroporto civile, Koala
- CYOC (Codice IATA = YOC) Aeroporto civile, Old Crow (Yukon)
- CYOD (Codice IATA = YOD) Aeroporto Regional, Cold Lake (Alberta)
- CYOH (Codice IATA = YOH) Aeroporto civile, Oxford House (Manitoba)
- CYOJ (Codice IATA = YOJ) Aeroporto FOOTNER LAKE MUNICIPAL, High Level (Alberta)
- CYOO (Codice IATA = YOO) Aeroporto civile, Oshawa
- CYOP (Codice IATA = YOP) Aeroporto civile, Rainbow Lake (Alberta)
- CYOS Aeroporto civile, Owen Sound Billy Bishop Regional
- CYOW (Codice IATA = YOW) Aeroporto Internazionale di Ottawa-Macdonald-Cartier, Ottawa (Ontario)
- CYOY Aeroporto Joe Lecomte, Valcartier
- CYPA (Codice IATA = YPA) Aeroporto civile, Prince Albert (Saskatchewan)
- CYPC (Codice IATA = YPC) Aeroporto civile, Paulatuk (Territori del Nord-Ovest)
- CYPD (Codice IATA = YPS) Aeroporto civile, Port Hawkesbury
- CYPE (Codice IATA = YPE) Aeroporto civile, Peace River (Alberta)
- CYPF (Codice IATA = YPF) Aeroporto Dockyard, Esquimalt (Columbia Britannica)
- CYPG (Codice IATA = YPG) Aeroporto civile, Portage-la-Prairie Southport A (Manitoba)
- CYPH (Codice IATA = YPH) Supplementary Aviation Weather Reporting Station, Iport Hardy Nukjuak/Inukjuak (Québec)
- CYPK Aeroporto civile, Pitt Meadows Airport (Columbia Britannica)
- CYPL (Codice IATA = YPL) Aeroporto civile, Pickle Lake (Ontario)
- CYPM (Codice IATA = YPM) Aeroporto civile, Pikangikum (Ontario)
- CYPQ (Codice IATA = YPQ) Aeroporto civile, Peterborough (Ontario)
- CYPR (Codice IATA = YPR) Aeroporto DIGBY ISLAND, Prince Rupert (Columbia Britannica)
- CYPS Aeroporto civile, Pemberton (Columbia Britannica)
- CYPT Aeroporto civile, Pelee Island
- CYPW (Codice IATA = YPW) Aeroporto civile, Powell River (Columbia Britannica)
- CYPX (Codice IATA = YPX) Aeroporto civile, Povungnituk/Puvernituq (Québec)
- CYPZ (Codice IATA = YPZ) Aeroporto civile, Burns Lake (Columbia Britannica)
- CYQA (Codice IATA = YQA) Aeroporto civile, Muskoka (Ontario)
- CYQB (Codice IATA = YQB) Aeroporto Internazionale di Québec-Jean Lesage, Québec
- CYQD (Codice IATA = YQD) Aeroporto civile, The Pas (Manitoba)
- CYQF (Codice IATA = YQF) Aeroporto Industrial, Red Deer (Alberta)
- CYQG (Codice IATA = YQG) Aeroporto civile, Windsor (Ontario)
- CYQH (Codice IATA = YQH) Aeroporto civile, Watson Lake (Yukon)
- CYQI (Codice IATA = YQI) Aeroporto civile, Yarmouth (Nuova Scozia)
- CYQK (Codice IATA = YQK) Aeroporto civile, Kenora (Ontario)
- CYQM (Codice IATA = YQM) Aeroporto LAKEBURN MUNICIPAL, Moncton (Nuovo Brunswick)
- CYQN (Codice IATA = YQN) Aeroporto Nakina, Nakina (Ontario)
- CYQQ (Codice IATA = YQQ) Aeroporto civile, Comox (Columbia Britannica)
- CYQR (Codice IATA = YQR) Aeroporto Internazionale di Regina, Regina
- CYQS Aeroporto civile, St Thomas Muni
- CYQT (Codice IATA = YQT) Aeroporto civile, Thunder Bay (Ontario)
- CYQU (Codice IATA = YQU) Aeroporto civile, Grande Prairie (Alberta)
- CYQV (Codice IATA = YQV) Aeroporto civile, Yorkton (Saskatchewan)
- CYQW (Codice IATA = YQW) Aeroporto civile, North Battleford (Saskatchewan)
- CYQX (Codice IATA = YQX) Aeroporto Internazionale di Gander, Gander (Terranova e Labrador)
- CYQY (Codice IATA = YQY) Aeroporto civile, Sydney (Canada)
- CYRB (Codice IATA = YRB) Aeroporto civile, Resolute Bay (Territori del Nord-Ovest)
- CYRC Aeroporto civile, Chicoutimi St Honore
- CYRI Aeroporto civile, Riviere-du-Loup (Québec)
- CYRJ (Codice IATA = YRJ) Aeroporto civile, Roberval (Québec)
- CYRL (Codice IATA = YRL) Aeroporto civile, Red Lake (Ontario)
- CYRM (Codice IATA = YRM) Aeroporto civile, Rocky Mountain House (Alberta)
- CYRO Aeroporto civile, Ottawa Rockcliffe
- CYRP Aeroporto civile, Ottawa Carp
- CYRS (Codice IATA = YRS) Aeroporto civile, Red Sucker Lake (Manitoba)
- CYRT (Codice IATA = YRT) Aeroporto civile, Rankin Inlet (Territori del Nord-Ovest)
- CYRV (Codice IATA = YRV) Aeroporto civile, Revelstoke (Columbia Britannica)
- CYRW Aeroporto civile, Trois Riviere (Québec)
- CYSB (Codice IATA = YSB) Aeroporto civile, Sudbury (Ontario)
- CYSC (Codice IATA = YSC) Aeroporto civile, Sherbrooke (Québec)
- CYSD (Codice IATA = YSD) Aeroporto civile, Suffield (Alberta)
- CYSE Aeroporto civile, Squamish
- CYSF (Codice IATA = YSF) Aeroporto civile, Stony Rapids (Saskatchewan)
- CYSG Aeroporto civile, St Georges
- CYSH Aeroporto civile, Smith Falls Montague
- CYSJ (Codice IATA = YSJ) Aeroporto civile, Saint John (Nuovo Brunswick)
- CYSK (Codice IATA = YSK) Aeroporto civile, Sanikiluaq/Belcher Island (Territori del Nord-Ovest)
- CYSL (Codice IATA = YSL) Aeroporto civile, Saint Leonard (Nuovo Brunswick)
- CYSM (Codice IATA = YSM) Aeroporto civile, Fort Smith (Territori del Nord-Ovest)
- CYSN Aeroporto civile, Saint Catharines
- CYSP (Codice IATA = YSP) Aeroporto civile, Marathon (Ontario)
- CYSQ Aeroporto civile, Atlin
- CYSR Aeroporto civile, Nanisivik
- CYSR (Codice IATA = YSR) Aeroporto STATHCONA SOUND, Nanisivik (Territori del Nord-Ovest)
- CYSS Aeroporto civile, Slate Island (Ontario)
- CYST Aeroporto civile, St Theresa Point
- CYSU (Codice IATA = YSU) Aeroporto Summerside Military, Summerside
- CYSZ Aeroporto civile, Ste Anne Des Monts
- CYTA (Codice IATA = YTA) Aeroporto civile, Pembroke (Ontario)
- CYTC Aeroporto civile, Erhelda Bat
- CYTE (Codice IATA = YTE) Aeroporto civile, Cape Dorset (Territori del Nord-Ovest)
- CYTF (Codice IATA = YTF) Aeroporto civile, Alma (Québec)
- CYTH (Codice IATA = YTH) Aeroporto civile, Thompson/Thorny Bush Game Lodge (Manitoba)
- CYTJ (Codice IATA = YTJ) Supplementary Aviation Weather Reporting Station, Terrace Bay (Columbia Britannica)
- CYTL (Codice IATA = YTL) Aeroporto civile, Big Trout Lake (Ontario)
- CYTN Aeroporto civile, Trenton (Nuova Scozia)
- CYTQ (Codice IATA = YTQ) Aeroporto civile, Tasiujuaq/Tasiujaq (Québec)
- CYTR (Codice IATA = YTR) Aeroporto Mercer County, Trenton (Ontario)
- CYTS (Codice IATA = YTS) Aeroporto civile, Timmins (Ontario)
- CYUA Aeroporto civile, Shingle Point (Yukon)
- CYUB (Codice IATA = YUB) Aeroporto civile, Tuktoyaktuk/Tulcan El Rosal - Col. L.m. Guerrero (Territori del Nord-Ovest)
- CYUC Aeroporto civile, Nicholson Peninsular
- CYUH Aeroporto civile, Clinton Point Airport (Territori del Nord-Ovest)
- CYUI (Codice IATA = YUI) Aeroporto civile, Cape Young (Territori del Nord-Ovest)
- CYUJ (Codice IATA = YUJ) Aeroporto civile, Lady Franklin Point (Territori del Nord-Ovest)
- CYUK (Codice IATA = YUK) Aeroporto civile, Byron Bay (Territori del Nord-Ovest)
- CYUL (Codice IATA = YUL) Aeroporto Internazionale di Montréal-Pierre Elliott Trudeau, Québec
- CYUQ Aeroporto civile, Jenny Lind Island (Territori del Nord-Ovest)
- CYUR Aeroporto civile, Gladman Point Airport
- CYUR (Codice IATA = YUR) Aeroporto civile, Yellowknife Gladman Point (Territori del Nord-Ovest)
- CYUS Aeroporto civile, Shepherd Bay (Territori del Nord-Ovest)
- CYUT (Codice IATA = YUT) Aeroporto civile, Repulse Bay (Territori del Nord-Ovest)
- CYUV Aeroporto civile, Longstaff (BLF)
- CYUX (Codice IATA = YUX) Aeroporto civile, Hall Beach (Territori del Nord-Ovest)
- CYVB (Codice IATA = YVB) Aeroporto civile, Bonaventure (Québec)
- CYVC (Codice IATA = YVC) Aeroporto civile, La Ronge (Saskatchewan)
- CYVG (Codice IATA = YVG) Aeroporto Vermilion, Vermilion (Alberta)
- CYVM (Codice IATA = YVM) Aeroporto civile, Broughton Island (Territori del Nord-Ovest)
- CYVN Aeroporto civile, Cape Dyer Airport (Territori del Nord-Ovest)
- CYVO (Codice IATA = YVO) Aeroporto civile, Val D'or (Québec)
- CYVP (Codice IATA = YVP) Aeroporto FORT CHIMO, Kuujjuaq/Quujjuaq (Québec)
- CYVQ (Codice IATA = YVQ) Aeroporto civile, Norman Wells (Territori del Nord-Ovest)
- CYVR (Codice IATA = YVR) Aeroporto Internazionale di Vancouver (Columbia Britannica)
- CYVV (Codice IATA = YVV) Aeroporto civile, Wiarton (Ontario)
- CYVZ (Codice IATA = YVZ) Aeroporto civile, Deer Lake (Ontario)
- CYWA (Codice IATA = YWA) Aeroporto civile, Petawawa (Ontario)
- CYWG (Codice IATA = YWG) Aeroporto Winnipeg International, Winnipeg (Manitoba)
- CYWH (Codice IATA = YWH) Aeroporto civile, Victoria Inner Harbour (Columbia Britannica)
- CYWJ (Codice IATA = YWJ) Aeroporto civile, Deline/Fort Franklin (Territori del Nord-Ovest)
- CYWK (Codice IATA = YWK) Aeroporto civile, Wabush Lake (Terranova e Labrador)
- CYWL (Codice IATA = YWL) Aeroporto civile, Williams Lake (Columbia Britannica)
- CYWM Aeroporto civile, Athabasca
- CYWO (Codice IATA = YWO) Supplementary Aviation Weather Reporting Station, Lupin (Territori del Nord-Ovest)
- CYWP (Codice IATA = YWP) Aeroporto civile, Webequie (Ontario)
- CYWR (Codice IATA = YWR) Aeroporto Water Aerodrome, White River (Ontario)
- CYWV Aeroporto civile, Wainwright (Alberta)
- CYWY (Codice IATA = YWY) Aeroporto civile, Wrigley (Territori del Nord-Ovest)
- CYXC (Codice IATA = YXC) Aeroporto civile, Cranbrook (Columbia Britannica)
- CYXD (Codice IATA = YXD) Aeroporto MUNICIPAL/INDUSTRIAL, Edmonton (Alberta)
- CYXE (Codice IATA = YXE) Aeroporto civile, Saskatoon (Saskatchewan)
- CYXH (Codice IATA = YXH) Aeroporto civile, Medicine Hat (Alberta)
- CYXI (Codice IATA = YXI) Aeroporto Bonnechere, Killaloe (Ontario)
- CYXJ (Codice IATA = YXJ) Aeroporto civile, Fort Saint John (Columbia Britannica)
- CYXK (Codice IATA = YXK) Aeroporto civile, Rimouski (Québec)
- CYXL (Codice IATA = YXL) Aeroporto civile, Sioux Lookout (Ontario)
- CYXN (Codice IATA = YXN) Aeroporto civile, Whale Cove (Territori del Nord-Ovest)
- CYXQ (Codice IATA = ZBV) Aeroporto civile, Beaver Creek Van Service (CO)
- CYXR (Codice IATA = YXR) Aeroporto civile, Earlton (Ontario)
- CYXS (Codice IATA = YXS) Aeroporto civile, Prince George (Columbia Britannica)
- CYXT (Codice IATA = YXT) Aeroporto civile, Terrace/Terre Haute Hulman Regional Airport (Columbia Britannica)
- CYXU (Codice IATA = YXU) Aeroporto MUNICIPAL, London (Canada)
- CYXX (Codice IATA = YXX) Aeroporto civile, Abbotsford (Columbia Britannica)
- CYXY (Codice IATA = YXY) Aeroporto civile, Whitehorse (Yukon)
- CYXZ (Codice IATA = YXZ) Aeroporto di Wawa, Wawa, Ontario
- CYYB (Codice IATA = YYB) Aeroporto civile, North Bay (Ontario)
- CYYC (Codice IATA = YYC) Aeroporto Calgary International, Calgary (Alberta)
- CYYD (Codice IATA = YYD) Aeroporto civile, Smithers (Columbia Britannica)
- CYYE (Codice IATA = YYE) Aeroporto civile, Fort Nelson (Columbia Britannica)
- CYYF (Codice IATA = YYF) Aeroporto civile, Penticton (Columbia Britannica)
- CYYG (Codice IATA = YYG) Aeroporto civile, Charlottetown (PE)
- CYYH (Codice IATA = YYH) Aeroporto Taloyoak, Spence Bay (Territori del Nord-Ovest)
- CYYJ (Codice IATA = YYJ) Aeroporto Internazionale di Victoria (Columbia Britannica)
- CYYL (Codice IATA = YYL) Aeroporto civile, Lynn Lake (Manitoba)
- CYYM (Codice IATA = YYM) Aeroporto civile, Cowley
- CYYN (Codice IATA = YYN) Aeroporto civile, Swift Current (Saskatchewan)
- CYYQ (Codice IATA = YYQ) Aeroporto civile, Churchill (Manitoba)
- CYYR (Codice IATA = YYR) Aeroporto MUNICIPAL, Goose Bay (Terranova e Labrador)
- CYYT (Codice IATA = YYT) Aeroporto Internazionale di Saint John's, Saint John's (Terranova e Labrador)
- CYYU (Codice IATA = YYU) Aeroporto civile, Kapuskasing (Ontario)
- CYYW (Codice IATA = YYW) Aeroporto civile, Armstrong (Ontario)
- CYYY (Codice IATA = YYY) Aeroporto civile, Mont Joli (Québec)
- CYYZ (Codice IATA = YYZ) Aeroporto Internazionale di Toronto-Pearson, Toronto
- CYZA (Codice IATA = YZA) Aeroporto civile, Ashcroft (Columbia Britannica)
- CYZD (Codice IATA = YZD) Aeroporto DOWNSVIEW, Toronto/Toronto Island (Ontario)
- CYZE (Codice IATA = YZE) Aeroporto Manitoulin, Gore Bay (Ontario)
- CYZF (Codice IATA = YZF) Aeroporto civile, Yellowknife (Territori del Nord-Ovest)
- CYZG (Codice IATA = YZG) Supplementary Aviation Weather Reporting Station, Salliut/Salluit (Québec)
- CYZH (Codice IATA = YZH) Aeroporto civile, Slave Lake (Alberta)
- CYZL (Codice IATA = YZL) Aeroporto civile, Liard River
- CYZP (Codice IATA = YZP) Aeroporto civile, Sandspit (Columbia Britannica)
- CYZR (Codice IATA = YZR) Aeroporto civile, Sarnia
- CYZS (Codice IATA = YZS) Aeroporto civile, Coral Harbour (Territori del Nord-Ovest)
- CYZT (Codice IATA = YZT) Aeroporto civile, Port Hardy (Columbia Britannica)
- CYZU (Codice IATA = YZU) Aeroporto civile, Whitecourt (Alberta)
- CYZV (Codice IATA = YZV) Aeroporto civile, Sept-Iles (Québec)
- CYZX (Codice IATA = YZX) Aeroporto Military, Greenwood (Nuova Scozia)
- CYZY Aeroporto civile, Mackenzie (Columbia Britannica)
- CZAC Aeroporto civile, York Landing
- CZAG Remote Environment Automatic Data Acquisition Concept, La Grande Iv
- CZAM Aeroporto civile, Salmon Arm
- CZBA Aeroporto civile, Burlington Airpark
- CZBB Aeroporto civile, Boundary Bay
- CZBD (Codice IATA = ILF) Aeroporto civile, Ilford (MANIT)
- CZBF (Codice IATA = ZBF) Aviation Weather Reporting Station, Bathurst (Nuovo Brunswick)
- CZBM (Codice IATA = ZBM) Aeroporto civile, Bromont-Test
- CZDI Aeroporto civile, Churchill Falls
- CZEE (Codice IATA = KES) Aeroporto civile, Kelsey
- CZEM (Codice IATA = ZEM) Aeroporto civile, Eastmain River (Québec)
- CZFA (Codice IATA = ZFA) Aeroporto civile, Faro (Yukon)
- CZFD (Codice IATA = ZFD) Aeroporto civile, Fond Du Lac (Saskatchewan)
- CZFG Aeroporto civile, Pukatawagan
- CZFM (Codice IATA = ZFM) Aeroporto civile, Fort Mcpherson (Territori del Nord-Ovest)
- CZFN (Codice IATA = ZFN) Aeroporto civile, Fort Norman (Territori del Nord-Ovest)
- CZGF (Codice IATA = ZGF) Aeroporto civile, Grand Forks
- CZGI (Codice IATA = ZGI) Aeroporto civile, Gods River (Manitoba)
- CZGR (Codice IATA = ZGR) Aeroporto civile, Little Grand Rapids
- CZHP (Codice IATA = ZHP) Aeroporto civile, High Prairie
- CZJG (Codice IATA = ZJG) Aeroporto civile, Jenpeg (Manitoba)
- CZJN (Codice IATA = ZJN) Aeroporto civile, Swan River (Manitoba)
- CZKE Aeroporto civile, Kashechewan
- CZLQ (Codice IATA = YTD) Aeroporto civile, Thicket Portage
- CZMD (Codice IATA = MSA) Aeroporto civile, Muskrat Dam (Ontario)
- CZML Aeroporto civile, 108 Mile Airport
- CZMN (Codice IATA = PIW) Aeroporto civile, Pikwitonei
- CZNB Remote Environment Automatic Data Acquisition Concept, North Bay (Ontario)
- CZNG (Codice IATA = XPP) Aeroporto civile, Poplar River
- CZNL Aeroporto civile, Nelson (Columbia Britannica)
- CZOC Automatic Weather Reporting System, Old Crow
- CZPB (Codice IATA = ZPB) Aeroporto civile, Sachigo Lake (Ontario)
- CZPC (Codice IATA = WPC) Aeroporto civile, Pincher Creek
- CZPK Automated Reporting Station, Paulatuk
- CZPO Aeroporto civile, Pinehouse Lake
- CZRJ (Codice IATA = ZRJ) Aeroporto civile, Round Lake (weagamow Lake) (Ontario)
- CZSJ (Codice IATA = ZSJ) Aeroporto civile, Sandy Lake (Ontario)
- CZSN (Codice IATA = XSI) Aeroporto civile, South Indian Lake (Manitoba)
- CZST (Codice IATA = ZST) Aeroporto civile, Stewart
- CZTA Aeroporto civile, Bloodvein River
- CZTM (Codice IATA = ZTM) Aeroporto civile, Shamattawa (Manitoba)
- CZUB Automated Reporting Station, Tuktoyaktuk
- CZUC Aeroporto civile, Ignace Muni
- CZUE Aeroporto civile, Cape Parry (Territori del Nord-Ovest)
- CZUM (Codice IATA = ZUM) Aeroporto civile, Churchill Falls (Terranova e Labrador)
- CZVL Aeroporto Villeneuve, Edmonton
- CZWH Aeroporto civile, Lac Brochet
- CZWL (Codice IATA = ZWL) Aeroporto civile, Wollaston Lake (Saskatchewan)
- CZWN Automatic Weather Reporting System, Wainwright (Alberta)